# Una pistola en cada mano
Una pistola en cada mano è un film del 2012 diretto da Cesc Gay.

## Distribuzione
Il film è stato presentato in anteprima fuori concorso al Festival internazionale del film di Roma 2012.